# Jadekeizer
De Jadekeizer (naar het als waardevol beschouwde mineraal jade) is de oppergod in het taoïsme en wordt daarom ook Shangdi (上帝) genoemd. Maar in Chinese bijbels wordt God ook Shangdi genoemd. Yühuang is een van de drie Sanqing (三清). De Heilige Schrift van Yuhuang wordt Yühuangjing 玉皇经 genoemd. Yuhuang wordt meestal zittend afgebeeld met tussen zijn twee samengevouwen handen een staaf. Hij draagt ook een keizerskroon. De Jadekeizer staat ook afgebeeld op dodengeld.
In het Chinees boeddhisme wordt Brahmavira (de hoogste in rang in de sfeer van hemelse wezens) als de Jadekeizer.

## Verering
De verjaardag van Yühuang (玉皇诞) wordt volgens de Chinese kalender op de negende van eerste maand gevierd, dus tijdens Chinees nieuwjaar. Dat vieren wordt "baitiangong" (拜天公) genoemd. Het wordt op de negende van de eerste maan in het nieuwe jaar gevierd, omdat het getal één het eerste cijfer is onder de yang en het cijfer negen de hoogste is onder de yang. Dit komt uit het geschrift Lihai Ji.
Behalve de door de daoïsten, wordt de Jadekeizer ook door confucianisten en Chinese boeddhisten vereerd. In het confucianisme wordt hij "昊天金闕無上至尊自然妙有彌羅至真玉皇上帝" (pinyin: Hào tiān jīn què wú shàng zhìzūn zìrán miào yǒu mí luó zhì zhēnyù huáng shàngdì) genoemd.
In de Chinese volksreligie wordt hij Tian (天), Tian Gong (天公), Shangtian (上天), Cangtian (苍天), Laotian (老天) en Laotianye (老天爺) genoemd.
Op de verjaardag van de Jadekeizer beginnen Hakkanezen en Minnanezen om elf uur 's avonds met het offeren aan deze godheid. Dit offerritueel is vegetarisch. Er worden bloemen en fruit geofferd. Daarna offert men thee van longan, wierook, kaarsen en papieren geldoffers. De fruitofferandes mogen niet op een mensenhoofd als Boeddha lijken, dat zou respectloos zijn tegen over Sakyamuni Boeddha. Verder mag men geen tomaten en guave offeren, want deze twee zijn onrein.
In Vietnam komt de verering van de Jadekeizer/Ngọc Hoàng Thượng đế  ook voor. De Chinese Vietnamezen hebben hun religie meegenomen naar Vietnam en sindsdien is er ook een groep autochtone Vietnamezen die geloven in Ngọc Hoàng Thượng đế.